# Skeleton ai II Giochi olimpici giovanili invernali - Singolo femminile
Nello skeleton ai II Giochi olimpici giovanili invernali la gara del singolo femminile si è disputata il 19 febbraio a Lillehammer, in Norvegia, sulla pista Lillehammer Olympiske Bob- og Akebane.
Hanno preso parte alla competizione 20 atlete rappresentanti 13 differenti nazioni. La medaglia d'oro è stata conquistata dalla britannica Ashleigh Fay Pittaway, davanti alla tedesche Hannah Neise, medaglia d'argento, e alla francese Agathe Bessard, bronzo.

## Classifica di gara
| Pos. | Atleta                         | Nazione       | 1ª manche | 2ª manche | Totale  | Distacco |
| ---- | ------------------------------ | ------------- | --------- | --------- | ------- | -------- |
|      | Ashleigh Fay Pittaway          | Gran Bretagna | 55"08     | 55"15     | 1'50"23 | —        |
|      | Hannah Neise                   | Germania      | 55"43     | 55"76     | 1'51"19 | +0"86    |
|      | Agathe Bessard                 | Francia       | 56"24     | 56"21     | 1'52"45 | +2"22    |
| 4    | Paula Kristiāna Lāce           | Lettonia      | 56"39     | 56"07     | 1'52"46 | +2"23    |
| 5    | Dārta Estere Zunte             | Lettonia      | 56"23     | 56"70     | 1'52"93 | +2"70    |
| 6    | Julia Falk                     | Svezia        | 56"30     | 56"85     | 1'53"15 | +2"92    |
| 7    | Diana Cristina Pușcașu         | Romania       | 56"73     | 56"45     | 1'53"18 | +2"95    |
| 8    | Alina Tararyčenkova            | Russia        | 56"77     | 56"42     | 1'53"19 | +2"96    |
| 9    | Rebecca Hass                   | Stati Uniti   | 56"95     | 56"58     | 1'53"53 | +3"30    |
| 10   | Mayu Ijichi                    | Giappone      | 57"20     | 56"69     | 1'53"89 | +3"66    |
| 11   | Daria Georgiana Miroiu         | Romania       | 56"86     | 57"16     | 1'54"02 | +3"79    |
| 12   | Marija Surovceva               | Russia        | 57"29     | 56"81     | 1'54"10 | +3"87    |
| 13   | Joanna Lahovary Olsson         | Svezia        | 57"95     | 56"29     | 1'54"24 | +4"01    |
| 14   | Noelle Vennemann               | Belgio        | 57"47     | 56"81     | 1'54"28 | +4"05    |
| 15   | Alexandra Elena Cristina Vicol | Romania       | 56"50     | 57"80     | 1'54"30 | +4"07    |
| 16   | Kalyn McGuire                  | Stati Uniti   | 57"19     | 57"61     | 1'54"80 | +4"57    |
| 17   | Heo Hye-gyo                    | Corea del Sud | 57"51     | 57"51     | 1'55"02 | +4"79    |
| 18   | Laura Vargas                   | Canada        | 58"03     | 57"85     | 1'55"88 | +5"65    |
| 19   | Madoka Oi                      | Giappone      | 57"70     | 58"82     | 1'56"52 | +6"29    |
| 20   | Laura Nascimento Amaro         | Brasile       | 58"61     | 58"05     | 1'56"66 | +6"43    |

Data: Domenica 19 febbraio 2016

Ora locale 1ª manche: 09:00

Ora locale 2ª manche: 10:50

Pista: Lillehammer Olympiske Bob- og Akebane

Legenda:
- DNS = non partita (did not start)
- DNF = prova non completata (did not finish)
- DSQ = squalificata (disqualified)
- Pos. = posizione
- in grassetto: miglior tempo di manche